# Enytus alticola
Enytus alticola är en stekelart som först beskrevs av Joseph Augustine Cushman 1922.  Enytus alticola ingår i släktet Enytus och familjen brokparasitsteklar. Inga underarter finns listade i Catalogue of Life.